# Screen Actors Guild Awards 2006
La dodicesima cerimonia del Premio SAG si è svolta il 29 gennaio 2006 allo Shrine Exposition Center di Los Angeles.

## Cinema

### Migliore attore protagonista
- Philip Seymour Hoffman – Truman Capote - A sangue freddo (Capote)
- Russell Crowe – Cinderella Man - Una ragione per lottare (Cinderella Man)
- Heath Ledger – I segreti di Brokeback Mountain (Brokeback Mountain)
- Joaquin Phoenix – Quando l'amore brucia l'anima (Walk the Line)
- David Strathairn – Good Night, and Good Luck.

### Migliore attrice protagonista
- Reese Witherspoon – Quando l'amore brucia l'anima
- Judi Dench – Lady Henderson presenta (Mrs. Henderson Presents)
- Felicity Huffman – Transamerica
- Charlize Theron – North Country - Storia di Josey (North Country)
- Zhang Ziyi – Memorie di una Geisha (Memoirs of a Geisha)

### Migliore attore non protagonista
- Paul Giamatti – Cinderella Man - Una ragione per lottare
- Don Cheadle – Crash - Contatto fisico (Crash)
- George Clooney – Syriana
- Matt Dillon – Crash - Contatto fisico
- Jake Gyllenhaal – I segreti di Brokeback Mountain

### Migliore attrice non protagonista
- Rachel Weisz – The Constant Gardener - La cospirazione (The Constant Gardner)
- Amy Adams – Junebug
- Catherine Keener – Truman Capote - A sangue freddo
- Frances McDormand – North Country - Storia di Josey
- Michelle Williams – I segreti di Brokeback Mountain

### Miglior cast
- Crash - Contatto fisico
Chris "Ludacris" Bridges, Sandra Bullock, Don Cheadle, Matt Dillon, Jennifer Esposito, William Fichtner, Brendan Fraser, Terrence Howard, Thandie Newton, Ryan Phillippe, Larenz Tate
- Good Night, and Good Luck.
Rose Abdoo, Alex Borstein, Robert John Burke, Patricia Clarkson, George Clooney, Jeff Daniels, Reed Diamond, Tate Donovan, Robert Downey Jr., Grant Heslov, Peter Jacobson, Frank Langella, Tom McCarthy, Dianne Reeves, Matt Ross, David Strathairn, Ray Wise
- Hustle & Flow - Il colore della musica (Hustle & Flow)
Anthony Anderson, Chris "Ludacris" Bridges, Isaac Hayes, Taraji P. Henson, Terrence Howard, Taryn Manning, Elise Neal, Paula Jai Parker, D.J. Qualls
- I segreti di Brokeback Mountain
Linda Cardellini, Anna Faris, Jake Gyllenhaal, Anne Hathaway, Heath Ledger, Randy Quaid, Michelle Williams
- Truman Capote - A sangue freddo
Bob Balaban, Marshall Bell, Clifton Collins Jr., Chris Cooper, Bruce Greenwood, Philip Seymour Hoffman, Catherine Keener, Mark Pellegrino

## Televisione

### Migliore attore in un film televisivo o miniserie
- Paul Newman –  Le cascate del cuore (Empire Falls)
- Kenneth Branagh –  Franklin D. Roosevelt - Un uomo, un presidente (Warm Springs)
- Ted Danson –  Scacco matto nel Bronx (Knights of the South Bronx)
- Ed Harris –  Le cascate del cuore
- Christopher Plummer –  Our Fathers

### Migliore attrice in un film televisivo o miniserie
- S. Epatha Merkerson –  Lackawanna Blues
- Tonantzin Carmelo –  Into The West
- Cynthia Nixon –  Franklin D. Roosevelt - Un uomo, un presidente
- Joanne Woodward –  Le cascate del cuore
- Robin Wright Penn –  Le cascate del cuore

### Migliore attore in una serie drammatica
- Kiefer Sutherland – 24
- Alan Alda – West Wing - Tutti gli uomini del Presidente (The West Wing)
- Patrick Dempsey – Grey's Anatomy
- Hugh Laurie – Dr. House - Medical Division (House M.D.)
- Ian McShane – Deadwood

### Migliore attrice in una serie drammatica
- Sandra Oh –  Grey's Anatomy
- Patricia Arquette –  Medium
- Geena Davis –  Una donna alla Casa Bianca (Commander in Chief)
- Mariska Hargitay –  Law & Order - Unità vittime speciali (Law & Order: Special Victims Unit)
- Kyra Sedgwick –  The Closer

### Migliore attore in una serie commedia
- Sean Hayes –  Will & Grace
- Larry David –  Curb Your Enthusiasm
- Jason Lee –  My Name Is Earl
- William Shatner –  Boston Legal
- James Spader –  Boston Legal

### Migliore attrice in una serie commedia
- Felicity Huffman –  Desperate Housewives
- Candice Bergen –  Boston Legal
- Patricia Heaton –  Tutti amano Raymond
- Megan Mullally –  Will & Grace
- Mary-Louise Parker –  Weeds

### Migliore cast in una serie drammatica
- Lost
Adewale Akinnuoye-Agbaje, Naveen Andrews, Emilie de Ravin, Matthew Fox, Jorge Garcia, Maggie Grace, Josh Holloway, Malcolm David Kelley, Daniel Dae Kim, Yunjin Kim, Evangeline Lilly, Dominic Monaghan, Terry O'Quinn, Harold Perrineau, Michelle Rodriguez, Ian Somerhalder, Cynthia Watros
- Grey's Anatomy
Justin Chambers, Patrick Dempsey, Katherine Heigl, T.R. Knight, Sandra Oh, James Pickens Jr., Ellen Pompeo, Kate Walsh, Isaiah Washington, Chandra Wilson
- Six Feet Under
Lauren Ambrose, Joanna Cassidy, Frances Conroy, James Cromwell, Rachel Griffiths, Michael C. Hall, Tina Holmes, Peter Krause, Justina Machado, Freddy Rodríguez, Jeremy Sisto, Mathew St. Patrick
- The Closer
G. W. Bailey, Michael Paul Chan, Raymond Cruz, Gina Ravera, Tony Denison, Robert Gossett, Corey Reynolds, Kyra Sedgwick, J.K. Simmons, Jon Tenney
- West Wing - Tutti gli uomini del Presidente
Alan Alda, Kristin Chenoweth, Janeane Garofalo, Dulé Hill, Allison Janney, Joshua Malina, Mary McCormack, Janel Moloney, Teri Polo, Richard Schiff, Martin Sheen, Jimmy Smits, John Spencer, Bradley Whitford

### Migliore cast in una serie commedia
- Desperate Housewives
Andrea Bowen, Mehcad Brooks, Ricardo Antonio Chavira, Marcia Cross, Steven Culp, James Denton, Teri Hatcher, Felicity Huffman, Brent Kinsman, Shane Kinsman, Eva Longoria, Mark Moses, Doug Savant, Nicollette Sheridan, Brenda Strong, Alfre Woodard
- Arrested Development
Will Arnett, Jason Bateman, Michael Cera, David Cross, Portia De Rossi, Tony Hale, Alia Shawkat, Jeffrey Tambor, Jessica Walter
- Boston Legal
René Auberjonois, Ryan Michelle Bathe, Candice Bergen, Julie Bowen, Justin Mentell, Rhona Mitra, Monica Potter, William Shatner, James Spader, Mark Valley
- Curb Your Enthusiasm
Shelley Berman, Larry David, Susie Essman, Jeff Garlin, Cheryl Hines, Richard Lewis
- Tutti amano Raymond
Peter Boyle, Brad Garrett, Patricia Heaton, Doris Roberts, Ray Romano, Madylin Sweeten
- My Name Is Earl
Jason Lee, Jaime Pressly, Eddie Steeples, Ethan Suplee, Nadine Velazquez

## SAG Annual Life Achievement Award
- Shirley Temple